# Popillia hypselotropis
Popillia hypselotropis är en skalbaggsart som beskrevs av Ohaus 1914. Popillia hypselotropis ingår i släktet Popillia och familjen Rutelidae. Inga underarter finns listade i Catalogue of Life.